# Harald Reinl
Harald Reinl (9. července 1908, Bad Ischl, Salcburk, Rakousko-Uhersko – 9. října 1986, Santa Cruz de Tenerife, Španělsko) byl německo-rakouský režisér a filmový producent.
Kromě zfilmovaných mayovek proslul v Německu v 50. a 60. letech také svými kriminálními filmy inspirovanými literárními předlohami Edgara Wallace.

## Život

### Kariéra
Narodil se 9. července 1908 v rakouském městě Bad Ischl. Ve svém dětství velmi oblíbil hory a lyžování a i když vystudoval práva, věnoval se lyžování a ve 22 letech si dokonce zahrál ve filmu lyžaře a v roce 1939 natočil spolu s dalšími dokument o lyžování v Tyrolsku.
První jeho samostatnou režií se stal film O deset let později z roku 1947. Od tohoto roku režíroval okolo 60 filmů. Největší úspěch se dostavil v roce 1962, kdy se do kin dostal film Poklad na Stříbrném jezeře, jeden z filmů natočený na motivy pocházející z knih německého spisovatele Karla Maye. Nejvíce jsou dnes známy filmy s Vinnetouem a Old Shatterhandem (celkem 5 mayovek v letech 1962-68), filmů podle Maye se ale nakonec natočilo 17, většinu z nich ale již on sám nerežíroval. Také jde o autora westernu Poslední Mohykán natočeného na motivy ze stejnojmenné knihy J. F. Coopera.
Ještě před mayovkami byl úspěšný jako tvůrce německých kriminálních filmů, šlo o snímky natočené v letech 1959-1965 a příběhy doktora Mabuse. Přál si také natočit řadu gotických hororů, z této zamýšlené série však byl realizován pouze horor Hadí jáma a kyvadlo.

### Osobní život
Za svůj život byl několikrát ženatý. Poprvé se oženil s Corinnou Frankovou v roce 1946, po čtyřech letech se s ní však rozvedl.
Po čase při natáčení filmu Rosen-Resli v roce 1954 se seznámil se začínající herečkou Karin Dorovou a po krátké době se s ní oženil. Svoji manželku poté obsazoval do mnoha svých filmů a jejich manželství trvalo 14 let, ale i tak se v roce 1968 rozpadlo.
Poté žil s bývalou českou herečkou Danielou Marií Delisovou, která trpěla depresemi a 9. října 1986 jej v Puerto de la Cruz na Tenerife zavraždila.

## Filmografie

### Obyčejná
- 1982 – Im Dschungel ist der Teufel los
- 1974 – Jäger von Fall 
Mrtvý potápěč nebere zlato
- 1973 – Schloß Hubertus 
Supi nad Aljaškou
- 1972 – Grün ist die Heide 
Křik černých vlků 
Sie liebten sich einen Sommer
- 1971 – Kommissar X jagt die roten Tiger

	Verliebte Ferien in Tirol 
Wer zuletzt lacht, lacht am besten
- 1970 – Wir hau'n die Pauker in die Pfanne
- 1969 Dr. med. Fabian – Lachen ist die beste Medizin 
Pepe, der Paukerschreck
- 1968 – Smrt v červeném jaguáru 
Vinnetou a Old Shatterhand v Údolí smrti 
Výstřely na Broadwayi
- 1967 Dynamit v zeleném 
Hadí jáma a kyvadlo 
Nibelungen, Teil 2: Kriemhilds Rache, Die
- 1966 Nibelungen, Teil 1: Siegfried – 
Schwert der Nibelungen
- 1965 Tajemný mnich 
Vinnetou – Poslední výstřel
- 1964 – Poslední Mohykán 
Vinnetou – Rudý gentleman 
Zimmer 13
- 1963 Vinnetou 
Weisse Spinne 
Würger von Schloß Blackmoor
- 1962 Poklad na Stříbrném jezeře 
Teppich des Grauens 
Unsichtbaren Krallen des Dr. Mabuse
- 1961 – Im Stahlnetz des Dr. Mabuse 
Penězokaz
- 1960 Bande des Schreckens 
Wir wollen niemals auseinandergehen
- 1959 – Frosch mit der Maske – 
Paradies der Matrosen
- 1958 – Grünen Teufel von Monte Cassino 
Romarei, das Mädchen mit den grünen Augen 
U47 – Kapitänleutnant Prien
- 1957 – Almenrausch und Edelweiß 
Prinzessin von St. Wolfgang 
Zwillinge vom Zillertal
- 1956 – Fischerin vom Bodensee 
Herz schlägt für Erika 
Johannisnacht
- 1955 – Solange du lebst
- 1954 – Rosen-Resli 
Schweigende Engel
- 1953 Klosterjäger
- 1952 – Herrgottschnitzer von Ammergau 
Hinter Klostermauern
- 1951 – Nacht am Mont-Blanc
- 1950 – Gesetz ohne Gnade
- 1949 – Bergkristall
- 1948 – Zehn Jahre später
- 1939 – Osterskitour in Tirol
- 1937 – Wilde Wasser

### Dokumentární
- 1977 – ...und die Bibel hat doch recht
- 1976 – Poselství bohů
- 1973 – In Search of Ancient Astronauts
- 1970 – Vzpomínky na budoucnost